# Lepidopilum apollinairei
Lepidopilum apollinairei là một loài rêu trong họ Daltoniaceae. Loài này được Broth. & Paris mô tả khoa học đầu tiên năm 1906.